# Run Into the Light
Run Into the Light é o primeiro extended play (EP) de remixes da artista musical inglesa Ellie Goulding. Foi lançado exclusivamente em 30 de agosto de 2010 pela iTunes Store através da Polydor Records. O disco contém seis produções aperfeiçoadas de faixas de seu primeiro álbum de estúdio Lights (2010).

## Lista de faixas
| N.º            | Título                                            | Compositor(es)                        | Duração |  |
| 1.             | "Run Into the Light Medley"                       |                                       | 30:06   |  |
| 2.             | "This Love (Will Be Your Downfall)" (Mille Remix) | Ellie Goulding, Starsmith             | 5:31    |  |
| 3.             | "Guns and Horses" (Monsieur Adi Remix)            | Goulding, John Fortis                 | 4:22    |  |
| 4.             | "Lights" (Fear of Tigers Remix)                   | Goulding, Richard Stannard, Ash Howes | 4:54    |  |
| 5.             | "Salt Skin" (Alex Metric Remix)                   | Goulding, Starsmith                   | 5:00    |  |
| 6.             | "Starry Eyed" (Russ Chimes Remix)                 | Goulding, Jonny Lattimer              | 4:41    |  |
| 7.             | "Under the Sheets" (Jakwob Remix)                 | Goulding, Starsmith                   | 5:35    |  |
| Duração total: | Duração total:                                    | Duração total:                        | 25:26   |  |

## Desempenho nas tabelas musicais

### Posições
| Tabela musical (2010-12)      | Melhor posição |
| ----------------------------- | -------------- |
| Reino Unido - UK Albums Chart | 102            |

## Histórico de lançamento
| País           | Data                 | Formato          | Gravadora              |
| -------------- | -------------------- | ---------------- | ---------------------- |
| Alemanha       | 27 de agosto de 2010 | Download digital | Universal Music        |
| Bélgica        | 27 de agosto de 2010 | Download digital | Universal Music        |
| Brasil         | 27 de agosto de 2010 | Download digital | Universal Music        |
| Dinamarca      | 27 de agosto de 2010 | Download digital | Universal Music        |
| Irlanda        | 27 de agosto de 2010 | Download digital | Polydor                |
| Noruega        | 27 de agosto de 2010 | Download digital | Universal Music        |
| Países Baixos  | 27 de agosto de 2010 | Download digital | Universal Music        |
| Portugal       | 27 de agosto de 2010 | Download digital | Universal Music        |
| Reino Unido    | 27 de agosto de 2010 | Download digital | Polydor                |
| Suécia         | 27 de agosto de 2010 | Download digital | Universal Music        |
| Canadá         | 30 de agosto de 2010 | Download digital | Universal Music        |
| Estados Unidos | 30 de agosto de 2010 | Download digital | Cherrytree, Interscope |